# Vous remercier
Albums de Jena Lee
Ma référence
(2010)
Vous remercier est le premier album de Jena Lee, que la chanteuse définit comme pionnier du style « emo r'n'b ». Réalisé avec Bustafunk, il est sorti le 2 novembre 2009 en téléchargement et le 9 novembre 2009 dans les bacs avec le label Mercury Records division du groupe Universal Music France. Son premier single, J'aimerais tellement sorti depuis avril 2009 en écoute, et illustré d'un clip vidéo, sort en CD single le 5 octobre 2009, il s'était classé durant dix semaines numéro un des ventes de singles physiques en France au 12 décembre 2009.

## Liste des pistes
| No  | Titre                          | Durée |
| --- | ------------------------------ | ----- |
| 1.  | Je me perds                    | 4:27  |
| 2.  | Du style                       | 3:17  |
| 3.  | J'aimerais tellement           | 3:52  |
| 4.  | Banalité                       | 3:22  |
| 5.  | Redeviens toi-même             | 3:41  |
| 6.  | Je rêve en enfer               | 3:18  |
| 7.  | Dépendance                     | 3:46  |
| 8.  | Emo/Rnb                        | 3:29  |
| 9.  | Je suis                        | 3:16  |
| 10. | Je préfère                     | 4:57  |
| 11. | Victime idéale                 | 3:28  |
| 12. | Vous remercier / remerciements | 12:37 |